# Classic Bruges-La Panne féminine 2025
Pour la course masculine, voir Classic Bruges-La Panne 2025.
La 8e édition de la Classic Bruges-La Panne féminine (officiellement : Classic Brugge-De Panne 2025) a lieu le jeudi 27 mars 2025. Elle est la huitième course du calendrier de l'UCI World Tour féminin 2025. 

## Équipes
| UCI Women's WorldTeams (15)- Lidl-Trek - Team SD Worx-Protime - Fenix-Deceuninck - AG Insurance-Soudal Team - Team Visma \| Lease a Bike - Canyon//SRAM zondacrypto - Ceratizit Pro Cycling Team - FDJ-Suez - Human Powered Health - Liv AlUla Jayco - Movistar Team - Roland - Team Picnic PostNL - UAE Team ADQ - Uno-X Mobility UCI Women's ProTeams (4)- Arkéa-B&B Hotels Women - Cofidis Women Team - St Michel-Preference Home-Auber93 - VolkerWessels Women's Pro Cycling Team Équipes féminines continentales (4)- Lotto Ladies - DD Group Pro Cycling - VELOPRO-Alphamotorhomes - Team Coop-Repsol |
| |

## Parcours
Le parcours de 152,7 kilomètres démarre de Bruges et se termine à La Panne dans la province de Flandre-Occidentale. Il reste dans une zone très proche de la côte belge et est donc quasiment parfaitement plat mais peut être venteux. Les coureuses franchissent une première fois la ligne d'arrivée après 66,9 km. La course se conclut par deux boucles longues de 42,9 km autour de La Panne, Coxyde, Furnes et Adinkerke.

## Favorites
En cas d'arrivée probable au sprint, Lorena Wiebes (SD Worx) est la grande favorite. Ses principales adversaires sont la tenante du titre Elisa Balsamo (Lidl Trek) et Charlotte Kool (Team Picnic PostNL).

## Classement final
| \| Classement général \| Classement général \| Classement général \| Classement général \| Classement général \| \| Coureuse \| Coureuse \| Pays \| Équipe \| Temps \| \| ------------------ \| --------------------- \| ------------------ \| -------------------------- \| ------------------ \| \| 1re \| Lorena Wiebes \| Pays-Bas \| SD Worx-Protime \| 3 h 42 min 13 s \| \| 2e \| Chiara Consonni \| Italie \| Canyon//SRAM zondacrypto \| + 0 s \| \| 3e \| Elisa Balsamo \| Italie \| Lidl-Trek \| + 0 s \| \| 4e \| Georgia Baker \| Australie \| Liv AlUla Jayco \| + 0 s \| \| 5e \| Lara Gillespie \| Irlande \| UAE Team ADQ \| + 0 s \| \| 6e \| Nienke Veenhoven \| Pays-Bas \| Team Visma \\| Lease a Bike \| + 0 s \| \| 7e \| Linda Zanetti \| Suisse \| Uno-X Mobility \| + 0 s \| \| 8e \| Valentine Fortin \| France \| Cofidis \| + 0 s \| \| 9e \| Mylène de Zoete \| Pays-Bas \| Ceratizit Pro Cycling Team \| + 0 s \| \| 10e \| Kathrin Schweinberger \| Autriche \| Human Powered Health \| + 0 s \| |                       |           |                            |                 |
| |                       |           |                            |                 |
| Source : ProCyclingStats |                       |           |                            |                 |
| Classement général |                       |           |                            |                 |
| Coureuse | Coureuse              | Pays      | Équipe                     | Temps           |
| 1re | Lorena Wiebes         | Pays-Bas  | SD Worx-Protime            | 3 h 42 min 13 s |
| 2e | Chiara Consonni       | Italie    | Canyon//SRAM zondacrypto   | + 0 s           |
| 3e | Elisa Balsamo         | Italie    | Lidl-Trek                  | + 0 s           |
| 4e | Georgia Baker         | Australie | Liv AlUla Jayco            | + 0 s           |
| 5e | Lara Gillespie        | Irlande   | UAE Team ADQ               | + 0 s           |
| 6e | Nienke Veenhoven      | Pays-Bas  | Team Visma \| Lease a Bike | + 0 s           |
| 7e | Linda Zanetti         | Suisse    | Uno-X Mobility             | + 0 s           |
| 8e | Valentine Fortin      | France    | Cofidis                    | + 0 s           |
| 9e | Mylène de Zoete       | Pays-Bas  | Ceratizit Pro Cycling Team | + 0 s           |
| 10e | Kathrin Schweinberger | Autriche  | Human Powered Health       | + 0 s           |

## Liste des participantes
| Légende | Légende                                                                           | Légende | Légende                                                    |
| ------- | --------------------------------------------------------------------------------- | ------- | ---------------------------------------------------------- |
| Num     | Dossard de départ porté par le coureur sur cette Classic Bruges-La Panne féminine | Pos     | Position à l'arrivée de la course                          |
|         | Indique un maillot de champion national ou mondial, suivi de sa spécialité        | NP      | Indique un coureur qui n'a pas pris le départ de la course |
| AB      | Indique un coureur qui n'a pas terminé la course                                  | HD      | Indique un coureur qui a terminé la course hors des délais |

| Lidl-Trek LTK | Lidl-Trek LTK           | Lidl-Trek LTK |
| ------------- | ----------------------- | ------------- |
| Num           | Coureuse                | Pos           |
| 1             | Elisa Balsamo (ITA)     | 3e            |
| 2             | Clara Copponi (FRA)     | 16e           |
| 3             | Anna Henderson (GBR)    | 70e           |
| 4             | Ava Holmgren (CAN)      | 101e          |
| 5             | Emma Norsgaard (DEN)    | 50e           |
| 6             | Ilaria Sanguineti (ITA) | 69e           |

| SD Worx-Protime SDW | SD Worx-Protime SDW         | SD Worx-Protime SDW |
| ------------------- | --------------------------- | ------------------- |
| Num                 | Coureuse                    | Pos                 |
| 11                  | Lorena Wiebes (NED) (route) | 1re                 |
| 12                  | Barbara Guarischi (ITA)     | 49e                 |
| 13                  | Skylar Schneider (USA)      | 118e                |
| 14                  | Marta Lach (POL)            | 30e                 |
| 15                  | Femke Markus (NED)          | 113e                |

| Fenix-Deceuninck FDC | Fenix-Deceuninck FDC          | Fenix-Deceuninck FDC |
| -------------------- | ----------------------------- | -------------------- |
| Num                  | Coureuse                      | Pos                  |
| 21                   | Marthe Truyen (BEL)           | 12e                  |
| 22                   | Millie Couzens (GBR)          | 62e                  |
| 23                   | Julie De Wilde (BEL)          | 63e                  |
| 24                   | Carina Schrempf (AUT)         | 47e                  |
| 25                   | Christina Schweinberger (AUT) | 88e                  |
| 26                   | Cecilia van Zuthem (NED)      | 64e                  |

| AG Insurance-Soudal Team AGS | AG Insurance-Soudal Team AGS | AG Insurance-Soudal Team AGS |
| ---------------------------- | ---------------------------- | ---------------------------- |
| Num                          | Coureuse                     | Pos                          |
| 31                           | Fauve Bastiaenssen (BEL)     | 77e                          |
| 32                           | Julia Borgström (SWE)        | 48e                          |
| 33                           | Marthe Goossens (BEL)        | 102e                         |
| 34                           | Alexandra Manly (AUS)        | 43e                          |
| 35                           | Ilse Pluimers (NED)          | 39e                          |
| 36                           | Nicole Steigenga (NED)       | 13e                          |

| Team Visma \| Lease a Bike TVL | Team Visma \| Lease a Bike TVL | Team Visma \| Lease a Bike TVL |
| ------------------------------ | ------------------------------ | ------------------------------ |
| Num                            | Coureuse                       | Pos                            |
| 41                             | Martina Fidanza (ITA)          | 57e                            |
| 42                             | Imogen Wolff (GBR)             | 40e                            |
| 43                             | Linda Riedmann (GER)           | 120e                           |
| 44                             | Nienke Veenhoven (NED)         | 6e                             |
| 45                             | Margaux Vigié (FRA)            | 58e                            |
| 46                             | Sophie von Berswordt (NED)     | 56e                            |

| Canyon//SRAM zondacrypto CSZ | Canyon//SRAM zondacrypto CSZ | Canyon//SRAM zondacrypto CSZ |
| ---------------------------- | ---------------------------- | ---------------------------- |
| Num                          | Coureuse                     | Pos                          |
| 51                           | Zoe Bäckstedt (GBR)          | 45e                          |
| 52                           | Anastasiya Kolesava (BLR)    | 29e                          |
| 53                           | Chiara Consonni (ITA)        | 2e                           |
| 54                           | Soraya Paladin (ITA)         | 114e                         |
| 55                           | Maria Martins (POR)          | 76e                          |
| 56                           | Maike van der Duin (NED)     | 74e                          |

| Ceratizit Pro Cycling Team CTC | Ceratizit Pro Cycling Team CTC | Ceratizit Pro Cycling Team CTC |
| ------------------------------ | ------------------------------ | ------------------------------ |
| Num                            | Coureuse                       | Pos                            |
| 61                             | Sara Fiorin (ITA)              | 20e                            |
| 62                             | Franziska Brauße (GER)         | 93e                            |
| 63                             | Kristýna Burlová (CZE)         | 21e                            |
| 64                             | Mylène de Zoete (NED)          | 9e                             |
| 65                             | Daniek Hengeveld (NED)         | 94e                            |

| FDJ-Suez TFS | FDJ-Suez TFS          | FDJ-Suez TFS |
| ------------ | --------------------- | ------------ |
| Num          | Coureuse              | Pos          |
| 71           | Ally Wollaston (NZL)  | 11e          |
| 72           | Nina Buysman (NED)    | AB           |
| 73           | Coralie Demay (FRA)   | 90e          |
| 74           | Eugénie Duval (FRA)   | 60e          |
| 75           | Marie Le Net (FRA)    | 52e          |
| 76           | Alessia Vigilia (ITA) | 104e         |

| Human Powered Health HPH | Human Powered Health HPH    | Human Powered Health HPH |
| ------------------------ | --------------------------- | ------------------------ |
| Num                      | Coureuse                    | Pos                      |
| 81                       | Marit Raaijmakers (NED)     | 116e                     |
| 82                       | Maëlle Grossetête (FRA)     | 95e                      |
| 83                       | Romy Kasper (GER)           | 51e                      |
| 84                       | Silvia Zanardi (ITA)        | 19e                      |
| 85                       | Kathrin Schweinberger (AUT) | 10e                      |
| 86                       | Lily Williams (USA)         | 22e                      |

| Liv AlUla Jayco LIV | Liv AlUla Jayco LIV       | Liv AlUla Jayco LIV |
| ------------------- | ------------------------- | ------------------- |
| Num                 | Coureuse                  | Pos                 |
| 91                  | Georgia Baker (AUS)       | 4e                  |
| 92                  | Jeanne Korevaar (NED)     | 34e                 |
| 93                  | Amber Pate (AUS)          | 53e                 |
| 94                  | Josie Talbot (AUS)        | 119e                |
| 95                  | Quinty Ton (NED)          | 23e                 |
| 96                  | Amber van der Hulst (NED) | 107e                |

| Movistar Team MOV | Movistar Team MOV          | Movistar Team MOV |
| ----------------- | -------------------------- | ----------------- |
| Num               | Coureuse                   | Pos               |
| 101               | Olivia Baril (CAN) (route) | 71e               |
| 102               | Cat Ferguson (GBR)         | 67e               |
| 103               | Carys Lloyd (GBR)          | 35e               |
| 104               | Floortje Mackaij (NED)     | 91e               |
| 105               | Laura Ruiz Pérez (ESP)     | 97e               |
| 106               | Lucia Ruiz Pérez (ESP)     | 41e               |

| Roland CGS | Roland CGS            | Roland CGS |
| ---------- | --------------------- | ---------- |
| Num        | Coureuse              | Pos        |
| 111        | Tamara Dronova (RUS)  | 31e        |
| 112        | Giulia Giuliani (ITA) | 82e        |
| 113        | Mia Griffin (IRL)     | 109e       |
| 114        | Elena Pirrone (ITA)   | 115e       |
| 115        | Kaja Rysz (POL)       | 24e        |
| 116        | Sylvie Swinkels (NED) | 75e        |

| Team Picnic PostNL TPP | Team Picnic PostNL TPP       | Team Picnic PostNL TPP |
| ---------------------- | ---------------------------- | ---------------------- |
| Num                    | Coureuse                     | Pos                    |
| 121                    | Charlotte Kool (NED)         | 15e                    |
| 122                    | Silje Bader (NED)            | 123e                   |
| 123                    | Rachele Barbieri (ITA)       | 103e                   |
| 124                    | Mara Roldan (CAN)            | 66e                    |
| 125                    | Franziska Koch (GER) (route) | 27e                    |
| 126                    | Abi Smith (GBR)              | AB                     |

| UAE Team ADQ UAD | UAE Team ADQ UAD       | UAE Team ADQ UAD |
| ---------------- | ---------------------- | ---------------- |
| Num              | Coureuse               | Pos              |
| 131              | Elynor Bäckstedt (GBR) | 68e              |
| 132              | Sofia Bertizzolo (ITA) | 72e              |
| 133              | Lara Gillespie (IRL)   | 5e               |
| 134              | Elizabeth Holden (GBR) | 96e              |
| 135              | Tereza Neumanová (CZE) | 55e              |

| Uno-X Mobility UXM | Uno-X Mobility UXM             | Uno-X Mobility UXM |
| ------------------ | ------------------------------ | ------------------ |
| Num                | Coureuse                       | Pos                |
| 141                | Anniina Ahtosalo (FIN) (route) | 110e               |
| 142                | Susanne Andersen (NOR)         | 54e                |
| 143                | Teuntje Beekhuis (NED)         | 73e                |
| 144                | Alberte Greve (DEN)            | 87e                |
| 145                | Rebecca Koerner (DEN) (route)  | 112e               |
| 146                | Linda Zanetti (SUI)            | 7e                 |

| Arkéa-B&B Hotels Women ARK | Arkéa-B&B Hotels Women ARK    | Arkéa-B&B Hotels Women ARK |
| -------------------------- | ----------------------------- | -------------------------- |
| Num                        | Coureuse                      | Pos                        |
| 151                        | Valentina Cavallar (AUT)      | 105e                       |
| 152                        | Michaela Drummond (NZL)       | 36e                        |
| 153                        | Emilia Fahlin (SWE)           | 65e                        |
| 154                        | Amandine Fouquenet (FRA)      | 100e                       |
| 155                        | Maurène Trégouët (FRA)        | 78e                        |
| 156                        | Marjolein van 't Geloof (NED) | 18e                        |

| Cofidis COF | Cofidis COF               | Cofidis COF |
| ----------- | ------------------------- | ----------- |
| Num         | Coureuse                  | Pos         |
| 161         | Martina Alzini (ITA)      | 84e         |
| 162         | Marion Borras (FRA)       | AB          |
| 163         | Flavie Boulais (FRA)      | 85e         |
| 164         | Amalie Dideriksen (DEN)   | AB          |
| 165         | Valentine Fortin (FRA)    | 8e          |
| 166         | Kirstie van Haaften (NED) | 121e        |

| St Michel-Preference Home-Auber 93 AUB | St Michel-Preference Home-Auber 93 AUB | St Michel-Preference Home-Auber 93 AUB |
| -------------------------------------- | -------------------------------------- | -------------------------------------- |
| Num                                    | Coureuse                               | Pos                                    |
| 171                                    | Alison Avoine (FRA)                    | 42e                                    |
| 172                                    | Clémence Chéreau (FRA)                 | 124e                                   |
| 173                                    | Lucie Fityus (AUS)                     | 17e                                    |
| 174                                    | Alicia González (ESP)                  | 26e                                    |
| 175                                    | Emily Watts (AUS)                      | 122e                                   |
| 176                                    | Elyne Roussel (FRA)                    | 125e                                   |

| VolkerWessels VWT | VolkerWessels VWT       | VolkerWessels VWT |
| ----------------- | ----------------------- | ----------------- |
| Num               | Coureuse                | Pos               |
| 181               | Femke Beuling (NED)     | 61e               |
| 182               | Maaike Boogaard (NED)   | 98e               |
| 183               | Lisa Van Helvoirt (NED) | 33e               |
| 184               | Scarlett Souren (NED)   | 108e              |
| 185               | Lonneke Uneken (NED)    | 14e               |
| 186               | Tirza Wisse (NED)       | 117e              |

| Lotto Ladies LOL | Lotto Ladies LOL         | Lotto Ladies LOL |
| ---------------- | ------------------------ | ---------------- |
| Num              | Coureuse                 | Pos              |
| 191              | Esmée Gielkens (BEL)     | 99e              |
| 192              | Mieke Docx (BEL)         | 86e              |
| 193              | Julie Hendrickx (BEL)    | 106e             |
| 194              | Kloé Saugrain (FRA)      | AB               |
| 195              | Lea Lin Teutenberg (GER) | 37e              |
| 196              | Lani Wittevrongel (BEL)  | 28e              |

| DD Group Pro Cycling DDG | DD Group Pro Cycling DDG | DD Group Pro Cycling DDG |
| ------------------------ | ------------------------ | ------------------------ |
| Num                      | Coureuse                 | Pos                      |
| 201                      | Ilse Grit (NED)          | 81e                      |
| 202                      | Julie Stockman (BEL)     | 25e                      |
| 203                      | Vera Tieleman (NED)      | 32e                      |
| 204                      | Elise Timmerman (NED)    | 44e                      |
| 205                      | Yonna Van Dam (NED)      | AB                       |
| 206                      | Britt de Grave (NED)     | AB                       |

| VELOPRO-Alphamotorhomes ___ | VELOPRO-Alphamotorhomes ___ | VELOPRO-Alphamotorhomes ___ |
| --------------------------- | --------------------------- | --------------------------- |
| Num                         | Coureuse                    | Pos                         |
| 211                         | Margarita Lopez (ESP)       | 38e                         |
| 212                         | Julie Sap (BEL)             | 92e                         |
| 213                         | Loes Sels (BEL)             | 127e                        |
| 214                         | Lisa van Belle (NED)        | 89e                         |
| 215                         | Henrietta Colborne (GBR)    | 46e                         |
| 216                         | Femke van Goethem (BEL)     | 126e                        |

| Team Coop-Repsol HPU | Team Coop-Repsol HPU               | Team Coop-Repsol HPU |
| -------------------- | ---------------------------------- | -------------------- |
| Num                  | Coureuse                           | Pos                  |
| 221                  | Camilla Rånes Bye (NOR)            | AB                   |
| 222                  | Tiril Jørgensen (NOR)              | 83e                  |
| 223                  | Laura Lizette Sander (EST) (route) | 111e                 |
| 224                  | April Tacey (GBR)                  | 80e                  |
| 225                  | Aidi Gerde Tuisk (EST)             | 59e                  |
| 226                  | Eline Van Rooijen (NED)            | 79e                  |

| Lidl-Trek LTK | Lidl-Trek LTK           | Lidl-Trek LTK |
| ------------- | ----------------------- | ------------- |
| Num           | Coureuse                | Pos           |
| 1             | Elisa Balsamo (ITA)     | 3e            |
| 2             | Clara Copponi (FRA)     | 16e           |
| 3             | Anna Henderson (GBR)    | 70e           |
| 4             | Ava Holmgren (CAN)      | 101e          |
| 5             | Emma Norsgaard (DEN)    | 50e           |
| 6             | Ilaria Sanguineti (ITA) | 69e           |

| SD Worx-Protime SDW | SD Worx-Protime SDW         | SD Worx-Protime SDW |
| ------------------- | --------------------------- | ------------------- |
| Num                 | Coureuse                    | Pos                 |
| 11                  | Lorena Wiebes (NED) (route) | 1re                 |
| 12                  | Barbara Guarischi (ITA)     | 49e                 |
| 13                  | Skylar Schneider (USA)      | 118e                |
| 14                  | Marta Lach (POL)            | 30e                 |
| 15                  | Femke Markus (NED)          | 113e                |

| Fenix-Deceuninck FDC | Fenix-Deceuninck FDC          | Fenix-Deceuninck FDC |
| -------------------- | ----------------------------- | -------------------- |
| Num                  | Coureuse                      | Pos                  |
| 21                   | Marthe Truyen (BEL)           | 12e                  |
| 22                   | Millie Couzens (GBR)          | 62e                  |
| 23                   | Julie De Wilde (BEL)          | 63e                  |
| 24                   | Carina Schrempf (AUT)         | 47e                  |
| 25                   | Christina Schweinberger (AUT) | 88e                  |
| 26                   | Cecilia van Zuthem (NED)      | 64e                  |

| AG Insurance-Soudal Team AGS | AG Insurance-Soudal Team AGS | AG Insurance-Soudal Team AGS |
| ---------------------------- | ---------------------------- | ---------------------------- |
| Num                          | Coureuse                     | Pos                          |
| 31                           | Fauve Bastiaenssen (BEL)     | 77e                          |
| 32                           | Julia Borgström (SWE)        | 48e                          |
| 33                           | Marthe Goossens (BEL)        | 102e                         |
| 34                           | Alexandra Manly (AUS)        | 43e                          |
| 35                           | Ilse Pluimers (NED)          | 39e                          |
| 36                           | Nicole Steigenga (NED)       | 13e                          |

| Team Visma \| Lease a Bike TVL | Team Visma \| Lease a Bike TVL | Team Visma \| Lease a Bike TVL |
| ------------------------------ | ------------------------------ | ------------------------------ |
| Num                            | Coureuse                       | Pos                            |
| 41                             | Martina Fidanza (ITA)          | 57e                            |
| 42                             | Imogen Wolff (GBR)             | 40e                            |
| 43                             | Linda Riedmann (GER)           | 120e                           |
| 44                             | Nienke Veenhoven (NED)         | 6e                             |
| 45                             | Margaux Vigié (FRA)            | 58e                            |
| 46                             | Sophie von Berswordt (NED)     | 56e                            |

| Canyon//SRAM zondacrypto CSZ | Canyon//SRAM zondacrypto CSZ | Canyon//SRAM zondacrypto CSZ |
| ---------------------------- | ---------------------------- | ---------------------------- |
| Num                          | Coureuse                     | Pos                          |
| 51                           | Zoe Bäckstedt (GBR)          | 45e                          |
| 52                           | Anastasiya Kolesava (BLR)    | 29e                          |
| 53                           | Chiara Consonni (ITA)        | 2e                           |
| 54                           | Soraya Paladin (ITA)         | 114e                         |
| 55                           | Maria Martins (POR)          | 76e                          |
| 56                           | Maike van der Duin (NED)     | 74e                          |

| Ceratizit Pro Cycling Team CTC | Ceratizit Pro Cycling Team CTC | Ceratizit Pro Cycling Team CTC |
| ------------------------------ | ------------------------------ | ------------------------------ |
| Num                            | Coureuse                       | Pos                            |
| 61                             | Sara Fiorin (ITA)              | 20e                            |
| 62                             | Franziska Brauße (GER)         | 93e                            |
| 63                             | Kristýna Burlová (CZE)         | 21e                            |
| 64                             | Mylène de Zoete (NED)          | 9e                             |
| 65                             | Daniek Hengeveld (NED)         | 94e                            |

| FDJ-Suez TFS | FDJ-Suez TFS          | FDJ-Suez TFS |
| ------------ | --------------------- | ------------ |
| Num          | Coureuse              | Pos          |
| 71           | Ally Wollaston (NZL)  | 11e          |
| 72           | Nina Buysman (NED)    | AB           |
| 73           | Coralie Demay (FRA)   | 90e          |
| 74           | Eugénie Duval (FRA)   | 60e          |
| 75           | Marie Le Net (FRA)    | 52e          |
| 76           | Alessia Vigilia (ITA) | 104e         |

| Human Powered Health HPH | Human Powered Health HPH    | Human Powered Health HPH |
| ------------------------ | --------------------------- | ------------------------ |
| Num                      | Coureuse                    | Pos                      |
| 81                       | Marit Raaijmakers (NED)     | 116e                     |
| 82                       | Maëlle Grossetête (FRA)     | 95e                      |
| 83                       | Romy Kasper (GER)           | 51e                      |
| 84                       | Silvia Zanardi (ITA)        | 19e                      |
| 85                       | Kathrin Schweinberger (AUT) | 10e                      |
| 86                       | Lily Williams (USA)         | 22e                      |

| Liv AlUla Jayco LIV | Liv AlUla Jayco LIV       | Liv AlUla Jayco LIV |
| ------------------- | ------------------------- | ------------------- |
| Num                 | Coureuse                  | Pos                 |
| 91                  | Georgia Baker (AUS)       | 4e                  |
| 92                  | Jeanne Korevaar (NED)     | 34e                 |
| 93                  | Amber Pate (AUS)          | 53e                 |
| 94                  | Josie Talbot (AUS)        | 119e                |
| 95                  | Quinty Ton (NED)          | 23e                 |
| 96                  | Amber van der Hulst (NED) | 107e                |

| Movistar Team MOV | Movistar Team MOV          | Movistar Team MOV |
| ----------------- | -------------------------- | ----------------- |
| Num               | Coureuse                   | Pos               |
| 101               | Olivia Baril (CAN) (route) | 71e               |
| 102               | Cat Ferguson (GBR)         | 67e               |
| 103               | Carys Lloyd (GBR)          | 35e               |
| 104               | Floortje Mackaij (NED)     | 91e               |
| 105               | Laura Ruiz Pérez (ESP)     | 97e               |
| 106               | Lucia Ruiz Pérez (ESP)     | 41e               |

| Roland CGS | Roland CGS            | Roland CGS |
| ---------- | --------------------- | ---------- |
| Num        | Coureuse              | Pos        |
| 111        | Tamara Dronova (RUS)  | 31e        |
| 112        | Giulia Giuliani (ITA) | 82e        |
| 113        | Mia Griffin (IRL)     | 109e       |
| 114        | Elena Pirrone (ITA)   | 115e       |
| 115        | Kaja Rysz (POL)       | 24e        |
| 116        | Sylvie Swinkels (NED) | 75e        |

| Team Picnic PostNL TPP | Team Picnic PostNL TPP       | Team Picnic PostNL TPP |
| ---------------------- | ---------------------------- | ---------------------- |
| Num                    | Coureuse                     | Pos                    |
| 121                    | Charlotte Kool (NED)         | 15e                    |
| 122                    | Silje Bader (NED)            | 123e                   |
| 123                    | Rachele Barbieri (ITA)       | 103e                   |
| 124                    | Mara Roldan (CAN)            | 66e                    |
| 125                    | Franziska Koch (GER) (route) | 27e                    |
| 126                    | Abi Smith (GBR)              | AB                     |

| UAE Team ADQ UAD | UAE Team ADQ UAD       | UAE Team ADQ UAD |
| ---------------- | ---------------------- | ---------------- |
| Num              | Coureuse               | Pos              |
| 131              | Elynor Bäckstedt (GBR) | 68e              |
| 132              | Sofia Bertizzolo (ITA) | 72e              |
| 133              | Lara Gillespie (IRL)   | 5e               |
| 134              | Elizabeth Holden (GBR) | 96e              |
| 135              | Tereza Neumanová (CZE) | 55e              |

| Uno-X Mobility UXM | Uno-X Mobility UXM             | Uno-X Mobility UXM |
| ------------------ | ------------------------------ | ------------------ |
| Num                | Coureuse                       | Pos                |
| 141                | Anniina Ahtosalo (FIN) (route) | 110e               |
| 142                | Susanne Andersen (NOR)         | 54e                |
| 143                | Teuntje Beekhuis (NED)         | 73e                |
| 144                | Alberte Greve (DEN)            | 87e                |
| 145                | Rebecca Koerner (DEN) (route)  | 112e               |
| 146                | Linda Zanetti (SUI)            | 7e                 |

| Arkéa-B&B Hotels Women ARK | Arkéa-B&B Hotels Women ARK    | Arkéa-B&B Hotels Women ARK |
| -------------------------- | ----------------------------- | -------------------------- |
| Num                        | Coureuse                      | Pos                        |
| 151                        | Valentina Cavallar (AUT)      | 105e                       |
| 152                        | Michaela Drummond (NZL)       | 36e                        |
| 153                        | Emilia Fahlin (SWE)           | 65e                        |
| 154                        | Amandine Fouquenet (FRA)      | 100e                       |
| 155                        | Maurène Trégouët (FRA)        | 78e                        |
| 156                        | Marjolein van 't Geloof (NED) | 18e                        |

| Cofidis COF | Cofidis COF               | Cofidis COF |
| ----------- | ------------------------- | ----------- |
| Num         | Coureuse                  | Pos         |
| 161         | Martina Alzini (ITA)      | 84e         |
| 162         | Marion Borras (FRA)       | AB          |
| 163         | Flavie Boulais (FRA)      | 85e         |
| 164         | Amalie Dideriksen (DEN)   | AB          |
| 165         | Valentine Fortin (FRA)    | 8e          |
| 166         | Kirstie van Haaften (NED) | 121e        |

| St Michel-Preference Home-Auber 93 AUB | St Michel-Preference Home-Auber 93 AUB | St Michel-Preference Home-Auber 93 AUB |
| -------------------------------------- | -------------------------------------- | -------------------------------------- |
| Num                                    | Coureuse                               | Pos                                    |
| 171                                    | Alison Avoine (FRA)                    | 42e                                    |
| 172                                    | Clémence Chéreau (FRA)                 | 124e                                   |
| 173                                    | Lucie Fityus (AUS)                     | 17e                                    |
| 174                                    | Alicia González (ESP)                  | 26e                                    |
| 175                                    | Emily Watts (AUS)                      | 122e                                   |
| 176                                    | Elyne Roussel (FRA)                    | 125e                                   |

| VolkerWessels VWT | VolkerWessels VWT       | VolkerWessels VWT |
| ----------------- | ----------------------- | ----------------- |
| Num               | Coureuse                | Pos               |
| 181               | Femke Beuling (NED)     | 61e               |
| 182               | Maaike Boogaard (NED)   | 98e               |
| 183               | Lisa Van Helvoirt (NED) | 33e               |
| 184               | Scarlett Souren (NED)   | 108e              |
| 185               | Lonneke Uneken (NED)    | 14e               |
| 186               | Tirza Wisse (NED)       | 117e              |

| Lotto Ladies LOL | Lotto Ladies LOL         | Lotto Ladies LOL |
| ---------------- | ------------------------ | ---------------- |
| Num              | Coureuse                 | Pos              |
| 191              | Esmée Gielkens (BEL)     | 99e              |
| 192              | Mieke Docx (BEL)         | 86e              |
| 193              | Julie Hendrickx (BEL)    | 106e             |
| 194              | Kloé Saugrain (FRA)      | AB               |
| 195              | Lea Lin Teutenberg (GER) | 37e              |
| 196              | Lani Wittevrongel (BEL)  | 28e              |

| DD Group Pro Cycling DDG | DD Group Pro Cycling DDG | DD Group Pro Cycling DDG |
| ------------------------ | ------------------------ | ------------------------ |
| Num                      | Coureuse                 | Pos                      |
| 201                      | Ilse Grit (NED)          | 81e                      |
| 202                      | Julie Stockman (BEL)     | 25e                      |
| 203                      | Vera Tieleman (NED)      | 32e                      |
| 204                      | Elise Timmerman (NED)    | 44e                      |
| 205                      | Yonna Van Dam (NED)      | AB                       |
| 206                      | Britt de Grave (NED)     | AB                       |

| VELOPRO-Alphamotorhomes ___ | VELOPRO-Alphamotorhomes ___ | VELOPRO-Alphamotorhomes ___ |
| --------------------------- | --------------------------- | --------------------------- |
| Num                         | Coureuse                    | Pos                         |
| 211                         | Margarita Lopez (ESP)       | 38e                         |
| 212                         | Julie Sap (BEL)             | 92e                         |
| 213                         | Loes Sels (BEL)             | 127e                        |
| 214                         | Lisa van Belle (NED)        | 89e                         |
| 215                         | Henrietta Colborne (GBR)    | 46e                         |
| 216                         | Femke van Goethem (BEL)     | 126e                        |

| Team Coop-Repsol HPU | Team Coop-Repsol HPU               | Team Coop-Repsol HPU |
| -------------------- | ---------------------------------- | -------------------- |
| Num                  | Coureuse                           | Pos                  |
| 221                  | Camilla Rånes Bye (NOR)            | AB                   |
| 222                  | Tiril Jørgensen (NOR)              | 83e                  |
| 223                  | Laura Lizette Sander (EST) (route) | 111e                 |
| 224                  | April Tacey (GBR)                  | 80e                  |
| 225                  | Aidi Gerde Tuisk (EST)             | 59e                  |
| 226                  | Eline Van Rooijen (NED)            | 79e                  |